# باري (مغنية)
باربرا ريزابال غونزاليس-ألير (بالإسبانية: Barei)‏ (مواليد 29 مارس 1982) ، المعروفة باسم باري ، هي مغنية وكاتبة أغاني إسبانية. مثلت إسبانيا بأغنية "Say Yay!" في مسابقة الأغنية الأوروبية 2016 التي أقيمت في ستوكهولم ، السويد. في النهائي احتلت المركز 22.

## روابط خارجية
- الموقع الرسمي
- BAREI_MUSICعلى تويتر.
- باري  على فيسبوك.